# Esqui alpino nos Jogos Olímpicos de Inverno de 2010 - Combinado feminino
O combinado feminino nos Jogos Olímpicos de Inverno de 2010 foi disputado no Whistler Creekside em 14 de fevereiro de 2010.

## Medalhistas
| Ouro   | GER Maria Riesch  |
| Prata  | USA Julia Mancuso |
| Bronze | SWE Anja Pärson   |

## Resultados
| Pos.              | Nº | Atleta                         | Downhill | Pos. | Slalom | Pos. | Total    | Diferença |
| ----------------- | -- | ------------------------------ | -------- | ---- | ------ | ---- | -------- | --------- |
| Medalha de ouro   | 19 | GER Maria Riesch               | 1:24.49  | 2    | 44.65  | 7    | 2:09.14  |           |
| Medalha de prata  | 3  | USA Julia Mancuso              | 1:24.96  | 3    | 45.12  | 9    | 2:10.08  | +0.94     |
| Medalha de bronze | 21 | SWE Anja Pärson                | 1:25.57  | 7    | 44.62  | 6    | 2:10.19  | +1.05     |
| 4                 | 20 | AUT Kathrin Zettel             | 1:26.01  | 11   | 44.49  | 4    | 2:10.50  | +1.36     |
| 5                 | 4  | SLO Tina Maze                  | 1:25.97  | 10   | 44.56  | 5    | 2:10.53  | +1.39     |
| 6                 | 22 | SUI Fabienne Suter             | 1:25.29  | 4    | 45.56  | 11   | 2:10.85  | +1.71     |
| 7                 | 12 | CZE Šárka Záhrobská            | 1:27.33  | 22   | 43.69  | 1    | 2:11.02  | +1.88     |
| 8                 | 8  | ITA Johanna Schnarf            | 1:25.72  | 9    | 45.57  | 12   | 2:11.29  | +2.15     |
| 9                 | 17 | AUT Michaela Kirchgasser       | 1:27.09  | 19   | 44.26  | 2    | 2:11.35  | +2.23     |
| 10                | 9  | FRA Marie Marchand-Arvier      | 1:25.41  | 5    | 46.41  | 18   | 2:11.82  | +2.68     |
| 11                | 13 | GBR Chemmy Alcott              | 1:27.06  | 18   | 45.45  | 10   | 2:12.51  | +3.37     |
| 12                | 26 | CAN Shona Rubens               | 1:26.90  | 17   | 45.68  | 13   | 2:12.58  | +3.44     |
| 13                | 27 | NOR Mona Løseth                | 1:27.72  | 24   | 44.96  | 8    | 2:12.68  | +3.54     |
| 14                | 11 | CAN Emily Brydon               | 1:26.49  | 15   | 46.27  | 17   | 2:12.76  | +3.62     |
| 15                | 14 | SLO Maruša Ferk                | 1:26.15  | 12   | 46.83  | 22   | 2:12.98  | +3.84     |
| 16                | 15 | AUT Anna Fenninger             | 1:27.19  | 20   | 46.08  | 16   | 2:13.27  | +4.13     |
| 17                | 25 | USA Kaylin Richardson          | 1:27.64  | 23   | 45.76  | 14   | 2:13.40  | +4.26     |
| 18                | 16 | AUT Elisabeth Görgl            | 1:25.60  | 8    | 47.98  | 25   | 2:13.58  | +4.44     |
| 19                | 2  | MON Alexandra Coletti          | 1:26.74  | 16   | 47.07  | 23   | 2:13.81  | +4.67     |
| 20                | 30 | FRA Sandrine Aubert            | 1:29.50  | 26   | 44.46  | 3    | 2:13.96  | +4.82     |
| 21                | 28 | USA Leanne Smith               | 1:27.27  | 21   | 46.70  | 20   | 2:13.97  | +4.83     |
| 22                | 29 | SWE Jessica Lindell-Vikarby    | 1:26.47  | 14   | 47.69  | 24   | 2:14.16  | +5.02     |
| 23                | 23 | SUI Andrea Dettling            | 1:26.28  | 13   | 48.16  | 26   | 2:14.44  | +5.30     |
| 24                | 24 | AND Mireia Gutiérrez           | 1:29.16  | 25   | 46.51  | 19   | 2:15.67  | +6.53     |
| 25                | 5  | POL Agnieszka Gąsienica-Daniel | 1:30.28  | 29   | 45.96  | 15   | 2:16.24  | +7.12     |
| 26                | 34 | ARG Macarena Simari Birkner    | 1:29.56  | 27   | 46.81  | 21   | 2:16.37  | +7.23     |
| 27                | 32 | HUN Anna Berecz                | 1:33.47  | 30   | 49.50  | 27   | 2:22.97  | +13.83    |
| 28                | 35 | CHI Noelle Barahona            | 1:34.05  | 31   | 50.20  | 28   | 2:24.25  | +15.11    |
| -                 | 18 | USA Lindsey Vonn               | 1:24.16  | 1    | DNF    | 99 ! | 9:9.99 ! | +99.99 !  |
| -                 | 10 | GER Gina Stechert              | 1:25.44  | 6    | DNF    | -    | -        | -         |
| -                 | 31 | ARG Maria Belen Simari Birkner | 1:30.19  | 28   | DNF    | -    | -        | -         |
| -                 | 1  | SUI Nadja Kamer                | DNF      | -    | -      | -    | -        | -         |
| -                 | 6  | RUS Elena Prosteva             | DNF      | -    | -      | -    | -        | -         |
| -                 | 7  | ITA Daniela Merighetti         | DNF      | -    | -      | -    | -        | -         |
| -                 | -  | CAN Georgia Simmerling         | DNS      | -    | -      | -    | -        | -         |

Legenda
| Recorde mundial      | Recorde mundial (World record)               |                       | Recorde africano                      | Recorde africano (African) |                                           | Q | Classificado por posição (Qualified) |
| Recorde olímpico     | Recorde olímpico (Olympic record)            | Recorde da América    | Recorde da América (Americas)         | q                          | Classificado por melhor tempo (Qualified) |   |                                      |
| Melhor marca do ano  | Melhor marca do ano (World leading)          | Recorde asiático      | Recorde asiático (Asian)              | DNS                        | Não largou (Did not start)                |   |                                      |
| Recorde nacional     | Recorde nacional (National record)           | Recorde europeu       | Recorde europeu (European)            | DNF                        | Não terminou (Did not finish)             |   |                                      |
| Recorde pessoal      | Recorde pessoal do atleta (Personal best)    | Recorde da Oceania    | Recorde da Oceania (Oceania)          | DSQ / DQ                   | Desclassificado (Disqualified)            |   |                                      |
| Recorde da temporada | Recorde da temporada do atleta (Season best) | Recorde sul-americano | Recorde sul-americano (South America) | NM                         | Sem marca (No mark)                       |   |                                      |